# Vinessa Antoine

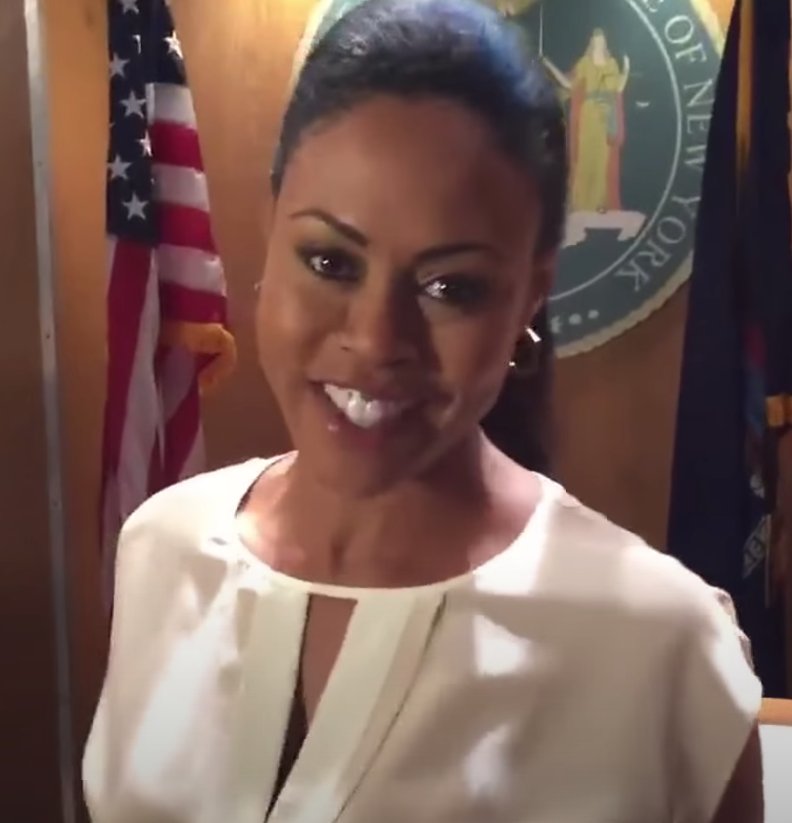
Vinessa Antoine, 2020

Vinessa Lynn Antoine (* 21. Juli 1983 in Toronto, Ontario) ist eine kanadische Schauspielerin trinidadisch-tobagischer Abstammung.

## Leben und Karriere
Vinessa Antoine wurde am 21. Juli 1983 in der Millionenstadt Toronto in der kanadischen Provinz Ontario geboren und wuchs zusammen mit einem jüngeren Bruder und ihren Eltern in einem Vorort von Toronto auf. Im Alter von vier Jahren begann sie mit dem Tanzen und besuchte ab einem Alter von 18 Jahren für drei Jahre das renommierte Alvin Ailey American Dance Theater in New York. In ihrem letzten Jahr an der Theaterkompanie entdeckte die junge Tänzerin ihre Leidenschaft für das Schauspiel, die sie bereits im Kindesalter hatte, wieder. In weiterer Folge konzentrierte sie sich vermehrt auf das Schauspiel und trat in weiterer Folge in Off-Broadway-Produktionen auf. Nach vier Jahren in New York City zog sie daraufhin nach Los Angeles. Als Hip-Hop-Tänzerin tourte sie für rund sechs Monate mit P. Diddy durch die Vereinigten Staaten. Ab dem Jahre 2007 trat sie wieder vermehrt in Film- und Fernsehproduktionen auf. Bereits ab Mitte der 1990er Jahre war sie im Kindes- und Jugendalter in diversen Produktionen zum Einsatz gekommen. So hatte sie kaum nennenswerte Rollen in J. Michael McClarys Ihr größter Traum aus dem Jahre 1995 oder im Kurzfilm Love Taps von Annie O’Donoghue. Im Jahre 1999 wirkte sie im Independentfilm Picture This von Lisa Albright mit und hatte von 2001 bis 2002 eine wiederkehrende Rolle in der US-Serie Soul Food. In der Rolle der Monica sah man sie dabei in insgesamt drei verschiedenen Episoden.
Nach Gastauftritten in jeweils einer Folge von The Unit – Eine Frage der Ehre (2007) und ReGenesis (2008) wurde sie im Jahre 2008 in die Nebenrolle der Judith Winter in die CBC-Serie Being Erica – Alles auf Anfang gecastet und kam bis zur Einstellung der Serie im Jahre 2011 in allen vier Staffeln zum Einsatz, wobei sie in 40 Episoden zu sehen war. Zum Ende ihres dortigen Mitwirkens übernahm sie zudem eine wiederkehrende Rolle in der Syfy-Produktion Haven. In dieser mimte sie in insgesamt sieben Episoden den Charakter Evidence „Evi“ Ryan-Crocker, Ehefrau von Duke Crocker (gespielt von Eric Balfour), einem der Hauptcharaktere der Serie. Im gleichen Jahr war sie zudem in sechs Episoden der kanadischen Pseudo-Talentshow Talent: The Casting Call in der Rolle der Josie zu sehen. Nachdem sie bereits im Jahre 2008 in einer Episode den Charakter Nicole mimte, kam sie im Jahre 2013 zurück in die Besetzung von Heartland – Paradies für Pferde, einer weiteren CBS-Produktion, und kam bis ins darauffolgende Jahr in weiteren sechs Folgen zum Einsatz. Neben Auftritten im preisgekrönten Drama A Day Late and a Dollar Short und in fünf Episoden der Webserie Work in Progress übernahm sie im Jahre 2014 auch eine wichtige Rolle in der Seifenoper General Hospital. In dieser ist sie seitdem als Jordan Ashford, dem Police Commissioner des Port Charles Police Departments, zu sehen und hatte bereits Auftritte in über 230 verschiedenen Episoden (Stand: 21. Januar 2018). Im Jahre 2016 wirkte sie zudem im Kurzfilm The Choir von Randall Okita als Chorleiterin mit.
Zusammen mit ihren beiden Söhnen Lestat (* 2003) und Basquiat (* 2007) lebt Vinessa Antoine heute als alleinerziehende Mutter in Los Angeles, Kalifornien. Vor ihrem Umzug nach Los Angeles lebte sie bereits in Toronto, New York City und kurzzeitig ebenfalls in Los Angeles und kehrte im Jahre 2007 wieder nach Kanada zurück, wo sie sich in Ajax niederließ. Erst später kehrte sie wieder in den Golden State zurück. Etwa ab 2014 war sie mit Matt Levy verheiratet und berichtete Anfang des Jahres 2017 sich von ihm getrennt zu haben.

## Vinessa Antoines deutschsprachige Synchronsprecherinnen
Bisweilen hatte Vinessa Antoine in den diversen deutschsprachigen Synchronfassungen der Filme und Serien, an denen sie mitwirkte, zahlreiche verschiedene Synchronsprecher und somit noch keinen Standardsprecher. In der Deutschen Synchronkartei werden zurzeit (Stand: Januar 2018) nur drei Synchronsprecherinnen aufgeführt. In Being Erica – Alles auf Anfang lieh ihr Maria Koschny die Stimme, in Haven war wiederum Jo Kern ihre deutsche Stimme und in Heartland – Paradies für Pferde wurde ihr Charakter von Ann Vielhaben gesprochen.

## Filmografie (Auswahl)
- 1995: Ihr größter Traum (Annie O)
- 1996: Love Taps (Kurzfilm)
- 1999: Picture This
- 2001–2002: Soul Food (Fernsehserie, 3 Episoden)
- 2007: The Unit – Eine Frage der Ehre (The Unit) (Fernsehserie, 1 Episode)
- 2008: ReGenesis (Fernsehserie, 1 Episode)
- 2008 und 2013–2014: Heartland – Paradies für Pferde (Heartland) (Fernsehserie, 7 Episoden)
- 2009–2011: Being Erica – Alles auf Anfang (Being Erica) (Fernsehserie, 40 Episoden)
- 2011: Haven (Fernsehserie, 7 Episoden)
- 2011: Talent: The Casting Call (Fernsehserie, 6 Episoden)
- 2014: A Day Late and a Dollar Short
- 2014: Work in Progress (Fernsehserie, 5 Episoden)
- 2014–2018: General Hospital (Fernsehserie, 294 Episoden)
- 2016: The Choir (Kurzfilm)
- 2019–2020: Diggstown (Fernsehserie, 16 Episoden)
- 2020: Interrogation (Fernsehserie, 3 Episoden)
- 2023: Ginny & Georgia Staffel 2
- 2023: Seven Veils